# Robert J. Walker
Robert John Walker (Northumberland, 19 de julho de 1801 – Washington, D.C., 11 de novembro de 1869) foi um advogado, economista e político norte-americano. Como membro ativo do Partido Democrata, foi senador pelo estado de Mississipi de 1835 a 1845 e foi Secretário do Tesouro de 1845 a 1849 na administração do presidente James K. Polk.